# Tomotaka Okamoto
Tomotaka Okamoto (japanisch 岡本 知剛 Okamoto Tomotaka; * 29. Juni 1990 in der Präfektur Hiroshima) ist ein ehemaliger japanischer Fußballspieler.

## Karriere
Okamoto erlernte das Fußballspielen in der Jugendmannschaft von Sanfrecce Hiroshima. Hier unterschrieb er 2008 auch seinen ersten Profivertrag. Der Verein spielte in der zweiten japanischen Liga, der J2 League. 2008 wurde er mit dem Verein Meister der zweiten Liga und stieg in die erste Liga auf. 2011 bis 2012 wurde er an den Zweitligisten Sagan Tosu ausgeliehen. 2011 wurde er mit Sagan Vizemeister der zweiten Liga und stieg in die erste Liga auf. 2013 kehrte er zu Sanfrecce Hiroshima zurück. Mit dem Verein wurde er 2013 japanischer Meister. 2014 wurde er ein zweites Mal an Sagan Tosu ausgeliehen. Im Februar 2015 wurde er von Sagan Tosu fest unter Vertrag genommen. Von Juli 2016 bis Saisonende lieh ihn der Ligakonkurrent Shonan Bellmare aus. Nach Vertragsende in Tosu wechselte er 2017 zum Zweitligisten Matsumoto Yamaga FC. Für den Verein aus Matsumoto absolvierte er 16 Ligaspiele. 2019 nahm ihn der Drittligist Roasso Kumamoto unter Vertrag. 2021 feierte er mit Kumamoto die Meisterschaft der dritten Liga und den Aufstieg in die zweite Liga. Für Kumamoto absolvierte er 68 Ligaspiele.
Am 1. Februar beendete Tomotaka Okamoto seine Karriere als Fußballspieler.

## Erfolge
Sanfrecce Hiroshima
- J2 League: 2008
- J1 League: 2013
- Japanischer Supercup: 2013
- J.League Cup: 2010 (Finalist)
- Kaiserpokal: 2013 (Finalist)

Sagan Tosu
- J2 League: 2011 (Vizemeister)  ▲

Roasso Kumamoto
- J3 League: 2021  ▲